# شلومو ساند
 شلومو ساند (زاند) (بالعبرية: שלמה זנד) (ولد في 10 سبتمبر 1946) هو بروفسور تاريخ إسرائيلي بجامعة تل أبيب ومؤلف كتاب اختراع الشعب اليهودي. تتمحور أبحاثه التاريخية حول القومية، الأفلام والتاريخ الثقافي لفرنسا كما ألف كتاب اختراع أرض إسرائيل، وكتاب «كيف لم أعد يهودياً».

## سيرته
ولد شلومو في مدينة لينتز بالنمسا لأبوين يهودين من بولندا نجوا من الهولوكوست. كان لوالديه آراء ومواقف شيوعية مناهضة للإمبريالية ورفضوا استلام التعويضات من ألمانيا عن معاناتهم خلال الحرب العالمية الثانية. أمضى سنواته الأولى في مخيم للمشردين، وانتقل مع الأسرة إلى يافا في 1948. طُرد من الثانوية العامة ولم يكمل اختبار القبول في الجامعة إلا عقب اكمال خدمته العسكرية. غادر في نهاية المطاف اتحاد الشباب الشيوعي الإسرائيلي وانضم لحركة مصبن المعادية للصهيونية حتى العام 1968. رفض عرضا من قبل الحزب الشيوعي الإسرائيلي لإرساله لبولندا لدراسة السينما، وتخرج عام 1975 من جامعة تل أبيب. في الفترة مابين 1975 و1985، دَرَس شلومو ودَرَّس في باريس وحصل على الماجستير في التاريخ الفرنسي ومن ثم الدكتوراه عن بحثه حول جورج سيرويل والماركسية.

## اختراع الشعب اليهودي
يعد كتاب اختراع الشعب اليهودي من أشهر مؤلفات شلومو ساند وترجمته بالعبرية هي  متى وكيف اخترع الشعب اليهودي . كتب الصحفي الإسرائيلي عوفري إيلاني أن فكرة الكتاب الأساسية تتمحور حول اثبات أن اليهود لم يكونوا موجودين كأمة قومية من أصل عرقي مشترك. بل هم مزيج من جماعات مختلفة تبنت الديانة اليهودية.

## اختراع أرض إسرائيل
يتحدث فيه البروفيسور شلومو ساند عن أسطورة اختراع أرض إسرائيل (بالإنجليزية: The Invention of The Land of Israel)‏ ويعد هذا الكتاب الثاني ضمن ثلاثية ساند اختراع الشعب اليهودي وكيف لم أعد يهودياً؟ 